# Аспасија
Аспасија или Аспазија (грчки Ἀσπασία, отприлике 470. п. н. е. — 400. п. н. е.) била је жена родом из Милета у Малој Азији која је у своје доба постала позната као филозоф. Била је високообразована жена свог времена. Њено име помиње се у делима Платона, Аристофана, као и других знаменитих личности Античке Грчке.

## Биографија
Аспасија је рођена око 470. п. н. е. Детаљи о њеном животу мало су познати. Била је кћерка Аксиохова. Аспасија је важила за високобразовану жену свог времена. Историчари сматрају да потиче из богате породице која је припадала патрицијима јер су само богати могли да приуште образовање какво је имала Аспасија. Посебна пажња се придаје и због љубавне везе са атинским државником Периклом. Највећи део живота је провела у Атини, те је могла да утиче на Перикла и атинску политику. Њено име спомиње се у делима Платона, Аристофана, Ксенофонт, а и других знаменитих писаца њеног времена.
У Платоновом дијалогу Менексен Сократ је назива својом учитељицом реторике, док је Аристофан опет приказује као
хетеру. Због наводног политичког утицаја на Перикла, следила је јавна оптужба за безбоштво и проституцију (433/432. п. н. е.), коју је Перикле са великом муком успео да оповргне.
Древни историчари су тврдили да је Аспасија била проститутка и водила бордел, док савремени историчари то оповргавају, сматрајући како је већина извора ових тврдња пореклом из списа сатиричких песника који су желели тиме да оцрне Перикла.
Поједини историчари оповргавају и тврдње да је била хетера или куртизана, односно мисле да је могла бити и удата за Перикла. Ова теорија излази из чињенице да у Атини бракови Атињана са не-Атињанима нису важили и имали су статус конкубината. Аспасија је са Периклом имала сина Перикла Млађег, који је касније постао војсковођа и био погубљен након битке код Аргинуских острва. Верује се да је након смрти Перикла Старијег била животна сапутница Лизикла, још једног атинског политичара.

## Живот жена у античкој Грчкој
У античкој Грчкој су важила строга правила за жене. Поштена жена мора да буде у кући. Ни са удајом се жени није мењао статус. Обичаји су били изузетно јаки и спречавали су излазак жене на улицу. Жене су се изводиле приликом државних празникаили породичних свечаности. У свим другим приликама била је обавезна пратиља која је најчешће била робиња. Жени је било забрањено да се интересује за догађаје који се одигравају ван куће јер се то тицало искључиво мушкараца. Жена ни у браку није много разговарала са својим мужем. Атињанин је у свом дому супругу гледао као мајку своје деце и газдарицу свога дома. Уколико би имали госте у сопственој кући, жена се није појављивала на гозби него је само надзирала робовску послугу. Супруг је није водио ни у посете својим пријатељима. Једино се зна да су Гркиње посећивале позоришне представе. Оне имућније су биле на приказивању трагедија, а сатиричним комедијама су присуствовли мушкарци и пучке жене.

## Галерија
- Аспасија, Хол Франк и Стил Густав, Конгресна библиотека у Вашингтону
- Мери Билар, аутопортрет као Аспасија, 1794.
- Аспасија
- Биста Перикла у Ватикану